# سیرگ (مشکان)
سیرگ ، روستایی از توابع بخش مشکان شهرستان نی‌ریز در استان فارس ایران است.
این روستا در ۷ کیلومتری جنوب شهر مشکان واقع شده است، از مراتع زیاد و بی نظیری برخوردار بوده و دارای پوشش گیاهی قوی نسبت به منطقه میباشد، بنه و بادام کوهی (الوک) عمده درختانی هستند که در مراتع این روستا به وفور یافت می شود.
شغل اکثر اهالی این روستا کشاورزی و دامپروری واستفاده از مراتع فوق میباشد، انجیر و انگور دیم از عمده اقلام کاشته شده در این منطقه است.

## جمعیت
این روستا در دهستان مشکان قرار دارد و براساس سرشماری مرکز آمار ایران در سال ۱۳۸۵، جمعیت آن زیر سه خانوار بوده‌است.